# 파산군
파산군(巴山郡)은 양나라때 예장군, 임천군, 여릉군에서 분리되어 신설되었다가 수나라때 무주(撫州)로 통폐합되었다. 무주로 통폐합되었을 때, 파산군의 모든 속현이 숭인현으로 통폐합되었다.
| 현명   | 한자   | 대략적 위치                                 | 비고                                                        |
| ------ | ------ | ------------------------------------------- | ----------------------------------------------------------- |
| 파산현 | 巴山縣 | 푸저우시 충런현 서남 30리 증가촌(曾家村) 남 | 528년(양 무제 대통 2년) 신설되었다. 파산군의 치소가 있었다. |
| 대풍현 | 大豐縣 | 미상                                        |                                                             |
| 신안현 | 新安縣 |                                             |                                                             |
| 신건현 | 新建縣 | 푸저우시 러안현 동북 공계진(公溪鎭)         | 본래 임천군의 속현이었다.                                   |
| 흥평현 | 興平縣 | 지안시 융펑현 동북 견전촌(梘田村)           | 본래 여릉군의 속현이었다.                                   |
| 풍성현 | 豐城縣 | 이춘시 펑청시 서남 영목촌(榮木村) 일대      | 본래 예장군의 속현이었다.                                   |
| 서녕현 | 西寧縣 | 푸저우시 충런현 남 63리 산사향(山斜鄕) 일대 | 420년(유송 무제 영초 원년) 폐지되었다가 528년 재설치되었다. |